# 不滅の時間
不滅の時間(英語: The Immortal Hour)はイギリスの作曲家ラトランド・ボートンによるオペラ。ボートンはウィリアム・シャープがフィオナ・マクラウドの筆名で執筆した同名の演劇を翻案して台本を執筆した。
不滅の時間はフェアリーテール・オペラであり、その曲想や主題はドヴォルザークの『ルサルカ』やモーツァルトの『魔笛』に似る。物語のプロットにおいて、魔法と自然の精霊が大きな役割を果たす。妖精の一族はいたずら好きで幼い精霊ではなく、誇り高く力強い。定命の者から恐れられ、時に男女の仲を割く不滅の半神として描かれる。エーディンが定命の者の世界に入り込み、ミディールがそれを追って取り戻そうとすることはオルフェウスとエウリュディケーの伝説との類似点がある。
この作品において、ワーグナーの音楽の主題と象徴主義へのアプローチと、アイルランドの説話『エーディンへの求婚』に基づいた音楽そのものへの、説話のケルト起源を反映した民俗音楽風の旋法へのアプローチとを組み合わせた。

## 役
| 役                                        | 声域         | 初回公演における配役 (指揮者: チャールズ・ケネディー・スコット) |
| ----------------------------------------- | ------------ | --------------------------------------------------------------- |
| エオヒド、英雄王                          | バリトン     | フレデリック・オースティン                                      |
| エーディン、 非常に若く麗しい妖精界の王女 | ソプラノ     | アイリーン・レモン                                              |
| ダルーア、 影の王                         | バス         | ラトランド・ボートン                                            |
| ミディール、エーディンの永遠の恋人        | テノール     | アーサー・ジョーダン                                            |
| マヌス、農夫                              | バス         | ネヴィル・ストラット                                            |
| メイヴ、マヌスの妻                        | メゾソプラノ | アグネス・トーマス                                              |
| 精霊の声                                  | メゾソプラノ | ミュリエル・ボートン                                            |
| 老いた吟遊詩人                            | バス         | アーサー・トロウブリッジ                                        |